# ダブル・カ・ミータ
ダブル・カ・ミータ (ウルドゥー語: ڈبل کا میٹھا、英語: double ka meetha) は、インドのブレッドプディングである。シャヒ・トゥクラ (Shahi Tukra) としても知られる。サフラン、カルダモン等のスパイスを含むホットミルクにパンを浸して作る。ハイデラバード料理の1つであり、ハイデラバードでは、結婚式やパーティで提供される。ダブル・カ・ミータという名前は、焼くと元の大きさのほぼ2倍に膨らむことから「ダブル・ロティ」と呼ばれていた現地のミルクブレッドを指す。